# Nyírbéltek
Nyírbéltek là một làng thuộc hạt Szabolcs-Szatmár-Bereg, Hungary. Làng này có diện tích 62,17 km², dân số năm 2010 là 2773 người, mật độ 45 người/km².